# Aubin Sparfel
Aubin Sparfel (Epinal, 3 mei 2006) is een Frans wielrenner die zowel in het veldrijden als op de weg rijdt.

## Carrière
Sparfel nam in 2023 deel aan meerdere juniorenwedstrijden op Europees grondgebied. Per 2024 verscheen hij meer en meer in wedstrijden voor beloften. In april eindigde hij op een tiende plaats in Parijs-Roubaix voor junioren. Enkele weken later won hij de vierde etappe in de Tour du Pays de Vaud, in de massasprint versloeg hij onder andere Pavel Šumpík en Paul Seixas. In 2025 maakte hij officieel de overstap naar de beloftenploeg van Decathlon AG2R La Mondiale Team. Direct bij zijn eerste wedstrijden, die hij pas reed per eind maart wegens het veldritseizoen, mocht hij rijden namens de hoofdmacht. Zo startte hij onder meer in Parijs-Camembert en Route Adélie de Vitré. Na een derde plaats in het eindklassement van de Ronde van Bretagne maakte hij zijn opwachting in de Ronde van de Finistère. In de slotfase ontsnapte hij tezamen met Lewis Askey uit het peloton. De destijds 19-jarige Sparfel reed solo naar de eindstreep, snel daarna volgde het sprintende peloton van waaruit ploeggenoot Bastien Tronchon tweede werd. Nadien vervolgde Sparfel het seizoen weer bij de beloftenploeg, hij won nog etappes in de Alpes Isère Tour en de Ronde van de Elzas.

## Overwinningen
2023
Jongerenklassement Internationale Junioren Driedaagse
2024
4e etappe Tour du Pays de Vaud
2025
Ronde van de Finistère
5e etappe Alpes Isère Tour
Eind-, punten- en jongerenklassement Alpes Isère Tour
Puntenklassement Ronde van Italië voor beloften
5e etappe Ronde van de Elzas

## Veldrijden

#### Resultatentabel
| Seizoen      | WK  | EK    | FK     | Klassementen | Klassementen | Klassementen | Klassementen | Klassementen | Podia | Podia  | Podia | Aantal crossen |
| Seizoen      | WK  | EK    | FK     | WB           | SP           | Trofee       | Swiss Cup    | C. France    | Goud  | Zilver | Brons | Aantal crossen |
| ------------ | --- | ----- | ------ | ------------ | ------------ | ------------ | ------------ | ------------ | ----- | ------ | ----- | -------------- |
| Als junior   |     |       |        |              |              |              |              |              |       |        |       |                |
| 2022-2023    | 18e | 7e    | 4e     | 16e          | -            | -            | 44e          | Goud         | 3     | 2      | 2     | 22             |
| 2023-2024    | 4e  | Goud  | 4e     | Zilver       | -            | -            | 15e          | Goud         | 12    | 0      | 2     | 18             |
| Als belofte  |     |       |        |              |              |              |              |              |       |        |       |                |
| 2024-2025    | 6e  | Brons | Zilver | Brons        | -            | -            | 26e          | Goud         | 7     | 3      | 3     | 17             |
| Als elite    |     |       |        |              |              |              |              |              |       |        |       |                |
| 2024-2025    | -   | -     | -      | -            | -            | -            | -            | -            | 0     | 0      | 0     | 2              |
| Totaal Elite | –   | –     | –      | –            | –            | –            | –            | –            |       |        |       |                |